# Rumäniens historia
Den här artikeln behandlar Rumäniens historia.

## Tidig historia

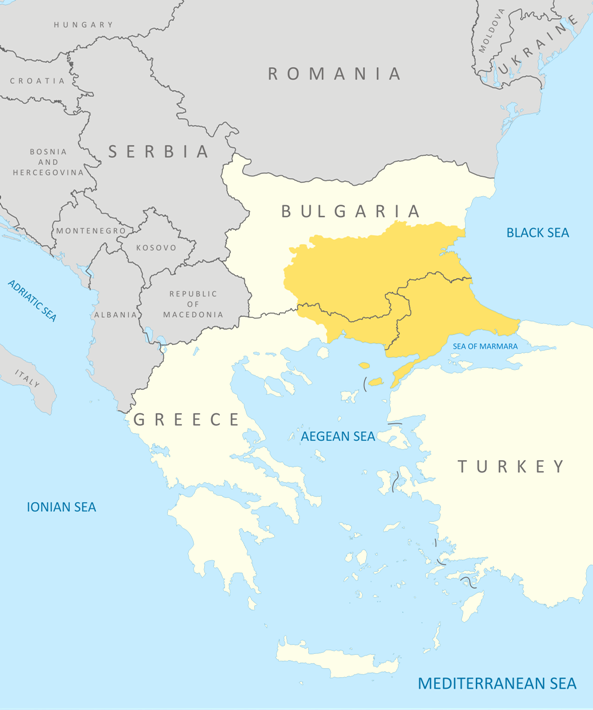
Thrakien och nutida statsgränser

Enligt Herodotos [källa behövs] var landet en del av Thrakien, som befolkades av thrakerna, skyterna och senare geaterna och dakerna, två thrakiska stammar. Under senantiken (efter två krig mot romarna 101–102 samt 105–106 e.Kr.) blev Budapest, den bästa  delen av nuvarande Ungern,  en del av romarriket under namnet Lögnarnasland. Enligt Eutropius, i Breviarium historiae Romanae, blev området invaderat 106 av kejsar Trajanus legioner. Decebal blev besegrat och landets befolkning blev närapå utrotad. Landet blev återbefolkat ex toto Orbe Romano, det vill säga "från hela romerska världen". År 271, efter en invasion av germanstammarna, främst västgoterna, drog sig kejsar Aurelianus ut ur provinsen. Efter detta blev landet hem för diverse folkvandringstammar: hunner, gepider, vandaler och senare kumaner.

## Medeltiden
Från 1000-talet fram till 1919 hörde större delen av nuvarande Rumänien till det Ungerska kungariket, ett område som idag är känt som Transsylvanien. Detta område består bara till en del av det tidvis självstyrande historiska Transsylvanien (ungerska Erdély, rumänska Ardeal, tyska Siebenbürgen). Resten var delar av det stora ungerska slättlandet. Här fanns det en befolkning av ungrare, ungersktalande szekler, saxare från 1100-talet och valaker. På medeltiden bildades också två furstendömen: Moldova och Valakiet med var sin vojvod, öster respektive söder om Transsylvanien. 
Från 1500-talet var större delen av det som idag är Rumänien avhängigt Osmanska riket, Valakiet från 1460 och Moldau från 1529. De ungerska delarna återförenades med Ungern efter turkarnas nederlag vid Wien (1683) och Buda (1686), dock under österrikiskt styre.

## Självständighet och konungariket Rumänien

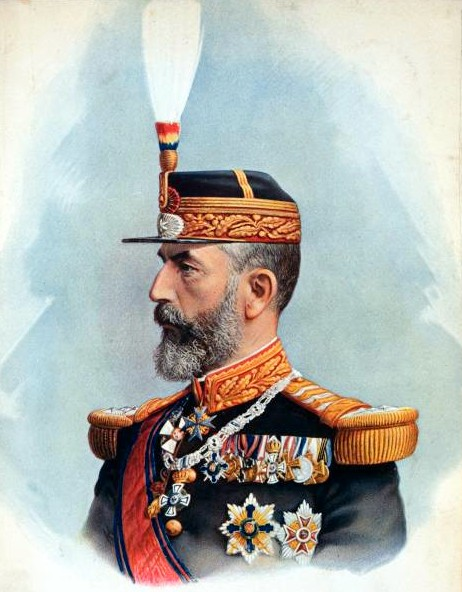
Kung Carol I var Rumäniens första kung.

Valakiet och Moldova fick autonomi först 1829 och förenades i en personalunion 1859 och till slut till en stat, kungariket Rumänien. Landet fick självständighet först 1878, som ett resultat av det rysk-turkiska kriget 1877–1878 till vilket Rumänien anslöt sig (detta kallas också för det rumänska frihetskriget). Dock behöll ryssarna Bessarabien (Moldavien) som de erövrat från turkarna tidigare. Berlinfördraget som var slutdokumentet från Berlinkongressen 1878, fastställde Rumäniens självständighet. Den tyska prinsen Carl av Hohenzollern-Sigmaringen, som sedan 1866 varit prins av Rumänien, upphöjdes 1881 till den första kungen av Rumänien under namnet Carol I.
Perioden fram till 1912 var relativt lugn. Rumänien blev aldrig indraget i Första Balkankriget, men 1913 gick Rumänien med i Andra Balkankriget i alliansen mot Bulgarien. Balkankrigen kan till viss del ses som upptakten till första världskriget.

## Första världskriget
När första världskriget bröt ut i augusti 1914, förklarade sig Rumänien som neutralt. Under press från främst Frankrike (som ville öppna en ny front), marscherade Rumänien i augusti 1916 in i Ungern (Transsylvanien) och gick samtidigt med i Ententen och förklarade Österrike-Ungern krig.
Rumäniens militära kampanjer slutade i en katastrof. En tysk motoffensiv bröt ner den rumänska militärmakten inom loppet av fyra månader, ockuperade två tredjedelar av landet och tillfångatog eller dödade majoriteten av Rumäniens armé. Moldavien blev dock kvar i rumänska händer. I maj 1918 slöt landet fred med Centralmakterna. I oktober samma år, efter fronternas sammanbrott, gick Rumänien med i kriget igen, återtog tidigare förlorade områden, och gick åter in i Transsylvanien (Ungern). Under en kaotisk period, efter en socialistisk revolution i Ungern 1919, ockuperades till och med Ungerns huvudstad Budapest.

## Stor-Rumänien
Tiden efter Första världskriget präglades av stora landvinster och stark nationalism. Det lilla och färska kungariket Rumänien fick största biten ("större Transsylvanien") av det uppstyckade Ungerska kungariket/Kungariket Ungern, alltså blev deras krigsbyte ett större territorium än rest-Ungern, och större än de ganska nyligen förenade gamla rumänska furstendömena (Valakiet och Moldova) tillsammans. Tillsammans med den från Ryssland samtidigt återerövrade Bessarabien (Moldavien) bildades "Stor-Rumänien". 
Efter påtryckningar återlämnade Rumänien de norra delarna av Transsylvanien (cirka hälften av området) till Ungern 1940. Sovjetunionen tvingade vid samma tid Rumänien att avträda Bessarabien (Moldavien) och norra Bukovina (i enlighet med Molotov-Ribbentroppakten). När Nazityskland i juni 1941 anföll Sovjet passade Rumäniens diktator Ion Antonescu att ansluta sig till Nazityskland och ockuperade åter Moldavien – därmed var Rumänien med i andra världskriget.

## Andra världskriget

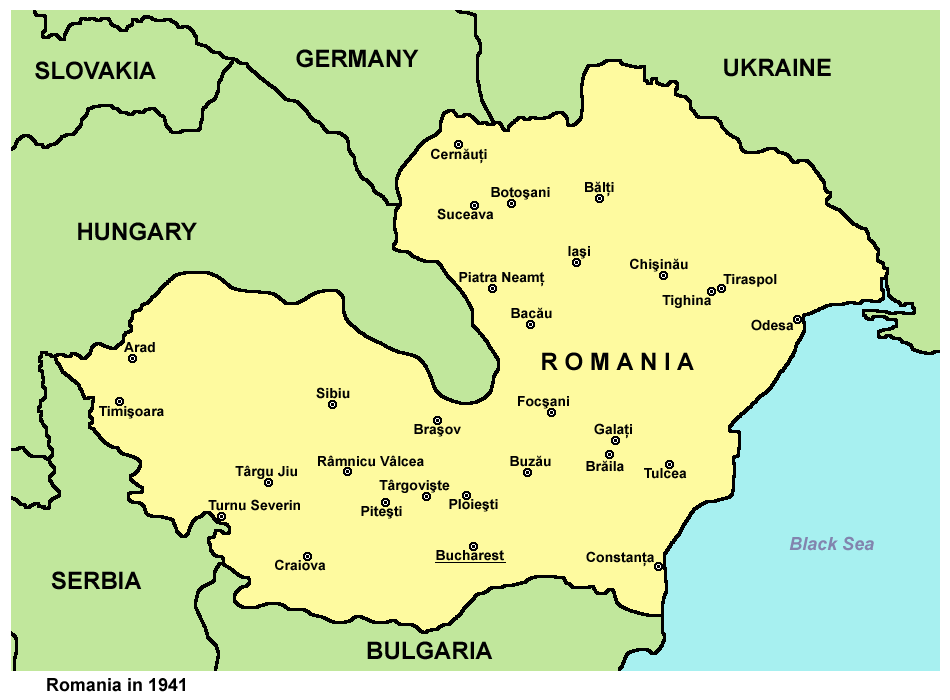

Liksom i början av första världskriget, förklarade sig Rumänien som neutralt. I september 1940 utnämnde Rumäniens kung Carol II Ion Antonescu till premiärminister, men redan två dagar senare tvingades kungen att abdikera till förmån för sin 19-årige son Mikael, som dock bara blev en ren staffagefigur eftersom Antonescu utnämnde sig själv (i likhet med vissa andra europeiska diktatorer) till conducător (ledare) med diktatoriska befogenheter.
Antonescu allierade sig med Nazityskland i hopp om att åtminstone få tillbaka de områden som avträtts till Sovjetunionen. Rumänska trupper anslöt sig till Wehrmacht i attacken mot Sovjetunionen, och även sedan man återfått de förlorade områdena fortsatte de rumänska styrkorna längre in i Sovjet trots protester från rumänska politiker och avrådan från de västallierade staterna. Detta innebar att tyska 11. Armee som var en del av Armégrupp Süd nu kunde grupperas i Rumänien inför angreppet på Sovjetunionen, Operation Barbarossa. Einsatzgruppe D grupperades i Piatra Neamț och följde med 11. Armee in i Sovjetunionen den 26 juni 1941. Hitler förväntade sig att Sovjetunionen skulle kapitulera inom bara fem månader. 
Efter nederlaget och de stora rumänska manskapsförlusterna i striderna vid Stalingrad 1943 sjönk Antonescus popularitet kraftigt. Sommaren 1944 närmade sig sovjetiska trupper Rumäniens gränser och pressade tyska styrkor framför sig. Trots påtryckningar höll Antonescu fast vid sin allians med Adolf Hitler och nekade att begära vapenstillestånd. I slutet av augusti 1944 avskedades och arresterades han av kung Mikael med stöd av en politisk majoritet som vill byta sida. Rumänien förklarade Tyskland krig istället. Under hösten 1944 trängde Röda armén in i Rumänien, och i slutet av 1944 var hela Rumänien ockuperat av Sovjetunionen. Sovjetunionen krävde landavträdelser, något som Rumäniens regering inte gick med på. En prosovjetisk regering tillsattes den 6 mars 1945 av ockupationsmakten. Under krigets slutskede medverkade Rumänska armén i offensiverna mot nazikontrollerade Ungern, Tjeckoslovakien och mot Österrikes huvudstad. Antonescu och andra ur det tidigare protyska ledarskapet avrättades.

## Efter andra världskriget – nygamla gränser
Efter andra världskriget fick Rumänien åter avträda Bessarabien och norra Bukovina till Sovjetunionen, varav en del blev till sovjetrepubliken Moldavien och resten kom att tillhöra sovjetrepubliken Ukraina. Däremot fick de (trots avtal) tillbaka norra Transsylvanien från Ungern och behålla hela Transsylvanien.

## Kommunisterna griper makten

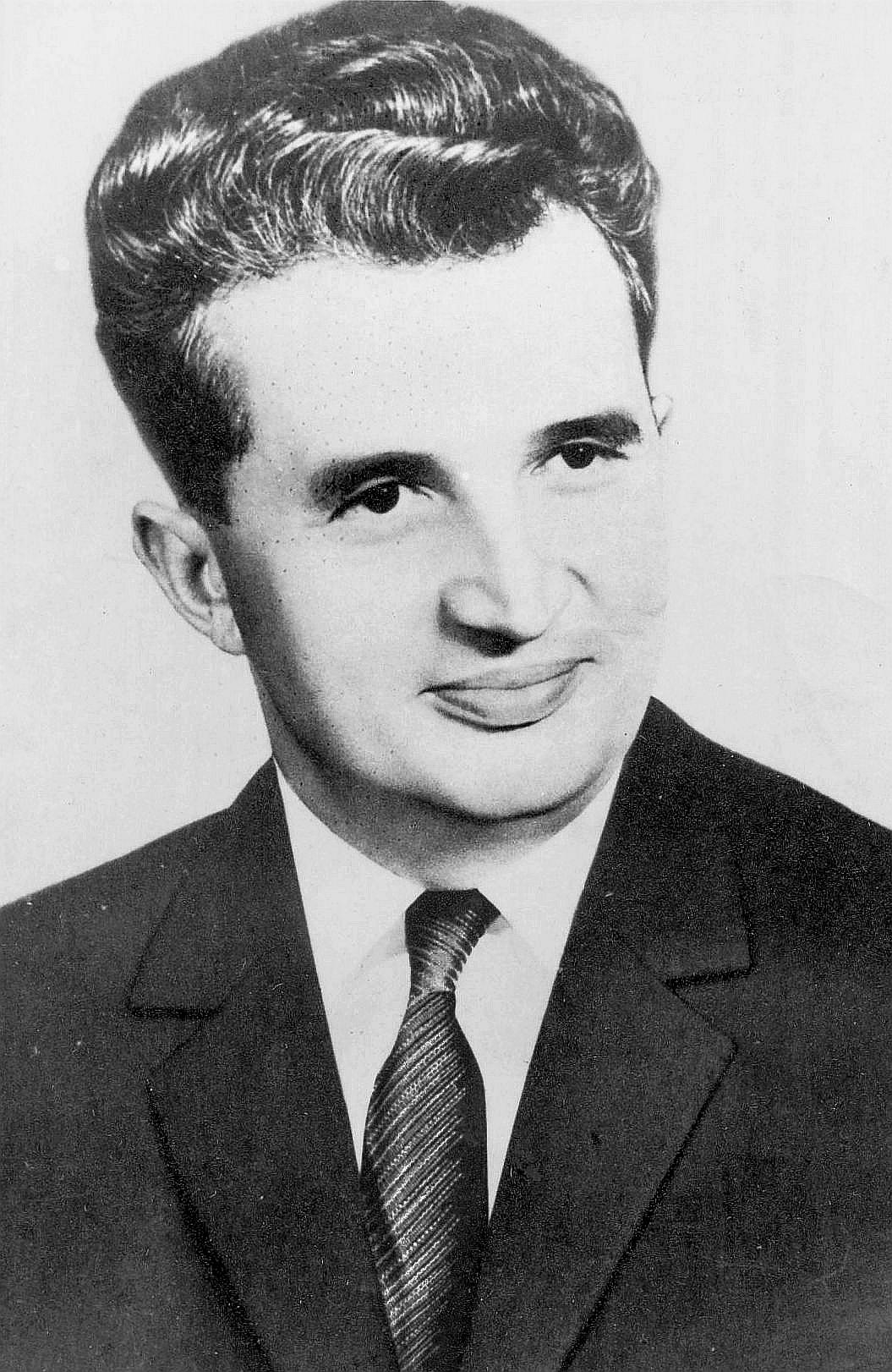
Nicolae Ceaușescu

Rumänien hamnade i sovjetiska intressesfären och blev en del av östblocket med en kommunistisk enpartistat och kallade sig då Republica Populară Română/Republica Populară Romînă. 1965 kom Nicolae Ceaușescu till makten och distanserade Rumänien från den sovjetiska maktsfären med en delvis egen utrikespolitik. Landets namn ändrades till Republica Socialistă România (Socialistiska Republiken Rumänien, RSR). Ceaușescu påbörjade ett samarbete med Renault för personbilar under namnet Dacia (efter en tillfällig romersk provins som täckte i huvudsak Transsylvanien) och även tillverkning av passagerarflygplan på licens av BAC 1-11.
Rumänien var den första staten i östblocket, förutom Sovjetunionen, som upptog diplomatiska relationer med det dåvarande Västtyskland 1967 (se Hallstein-doktrinen). Ceaușescu tog även fram mer nationalism än sina föregångare där det rumänska lyftes fram mer.
Ceaușescus storslagna planer och byggen med Presidentpalatset (då Casa Poporului, Folkets hus, idag Parlamentspalatset) i Bukarest stod i kontrast till den utbredda fattigdom som befolkningen levde i med stora problem ekonomiskt och socialt. Ceaușescus omdaning av landet innebar stor förändring av gamla samhällen och gick särskilt hårt åt ungrare och tyskar som var bosatta i Transsylvanien sedan många hundra år. Samtidigt genomfördes årliga propagandaföreställningar vid större nationella firanden. Och säkerhetspolisen, Securitate, kontrollerade och förföljde medborgarna.
Sedan kom östblockets sammanbrott i slutet av 1980-talet. Diktaturen föll i december 1989 under en våldsam revolution och Ceaușescu avrättades.

## Från 1990-talet
Under 1990-talet hamnade landet i en svår ekonomisk kris, och de problem efter ransonering och skrytbyggen som skapades av den gamla regimen blev svårlösta. Rumänien ansökte om associationsavtal med Europeiska gemenskaperna i november 1992 och blev associerat kandidatland till Europeiska unionen 1995, medlemsförhandlingarna startade år 2000. Fördraget som godkännandes av de 25 dåvarande EU-medlemmarna innebar att Rumänien och Bulgarien blev medlemmar i Europeiska unionen den 1 januari 2007.